# Shigella
Shigella är ett släkte av fakultativt anaeroba gramnegativa stavformade bakterier besläktade med Escherichia coli och Salmonella och tillhör familjen Enterobacteriaceae. Bakterien är uppkallad efter sin upptäckare, japanen Kiyoshi Shiga. Bakterien orsakar Shigellos. Det finns fyra arter och 44 serotyper. De fyra arterna är:
- Shigella dysenteriae (12 serotyper)
- Shigella flexneri (6 serotyper)
- Shigella boydii (23 serotyper)
- Shigella sonnei (1 serotyp), denna förekommer främst i i-länder

Smittas man av bakterien kan man drabbas av magkramper, diarré, feber, blod i avföringen och bakteriell dysenteri
Shigella dysenteriae bildar Shigatoxin, ett ämne som hämmar proteinsyntes vilket resulterar i en kraftfullare infektion än de andra arterna.

## Patogenes
Shigella är invasiv vilket betyder att den invaderar tarmens mucosa och resultatet av detta blir blodig diarré och leukocyter i feces. Man drabbas även av feber. 

## Reservoar och smittspridning
Shigella finns endast hos människa och gorillor. Sprider sig fekalt-oralt.